# Bistum Kabale
Das Bistum Kabale (lat.: Dioecesis Kabalenus) ist eine in Uganda gelegene römisch-katholische Diözese mit Sitz in Kabale. Ihr Gebiet besteht aus den Distrikten Kabale, Kanungu, Kisoro und Rukungiri.

## Geschichte
Das Bistum Kabale wurde am 1. Februar 1966 durch Papst Paul VI. mit der Apostolischen Konstitution Quod Sacrum Consilium aus Gebietsabtretungen des Bistums Mbarara errichtet. Es ist dem Erzbistum Mbarara als Suffraganbistum unterstellt.

## Bischöfe von Kabale
- Barnabas Halem ’Imana, 1969–1994
- Robert Marie Gay MAfr, 1996–2003
- Callistus Rubaramira, seit 2003